# Athyroglossa argyrata
Athyroglossa argyrata är en tvåvingeart som beskrevs av Friedrich Georg Hendel 1931. Athyroglossa argyrata ingår i släktet Athyroglossa och familjen vattenflugor. Inga underarter finns listade i Catalogue of Life.